# Musée des arts précieux Paul-Dupuy
Le musée Paul-Dupuy, nommé musée des arts précieux Paul-Dupuy depuis 2021, est un musée municipal, situé entre le quartier Saint-Étienne et le quartier du Parlement à Toulouse. Il présente une collection d'arts graphiques et d'objets d'art du Moyen Âge à 1939.

## Histoire du lieu
Le musée se trouve rue de la Pleau, dans l'ancien hôtel de Pierre Besson racheté en 1909 par Paul Dupuy. Celui-ci entreprend une importante restauration du bâtiment : surélévation, ajout d'un étage de mirandes, achèvement de la tourelle capitulaire et restauration de la façade de briques.
D'abord musée privé, il devient musée de la ville de Toulouse en 1949, après le legs des collections privées de Paul Dupuy et du bâtiment à la France. En 1968, le musée acquiert le bâtiment situé 8 rue d'Aussargues, entièrement rénové et agrandi de 1980 à 1985.

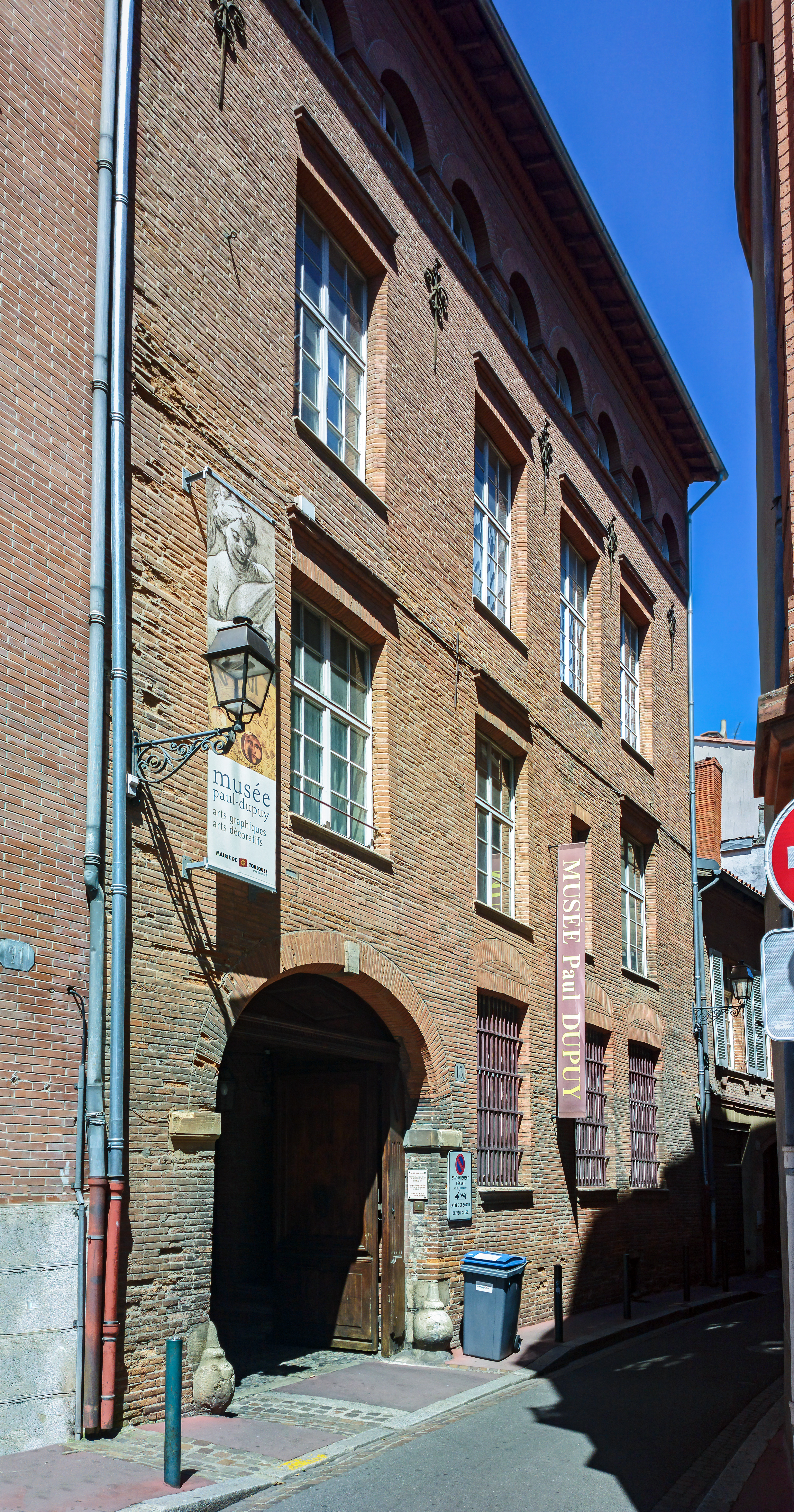
Entrée du musée
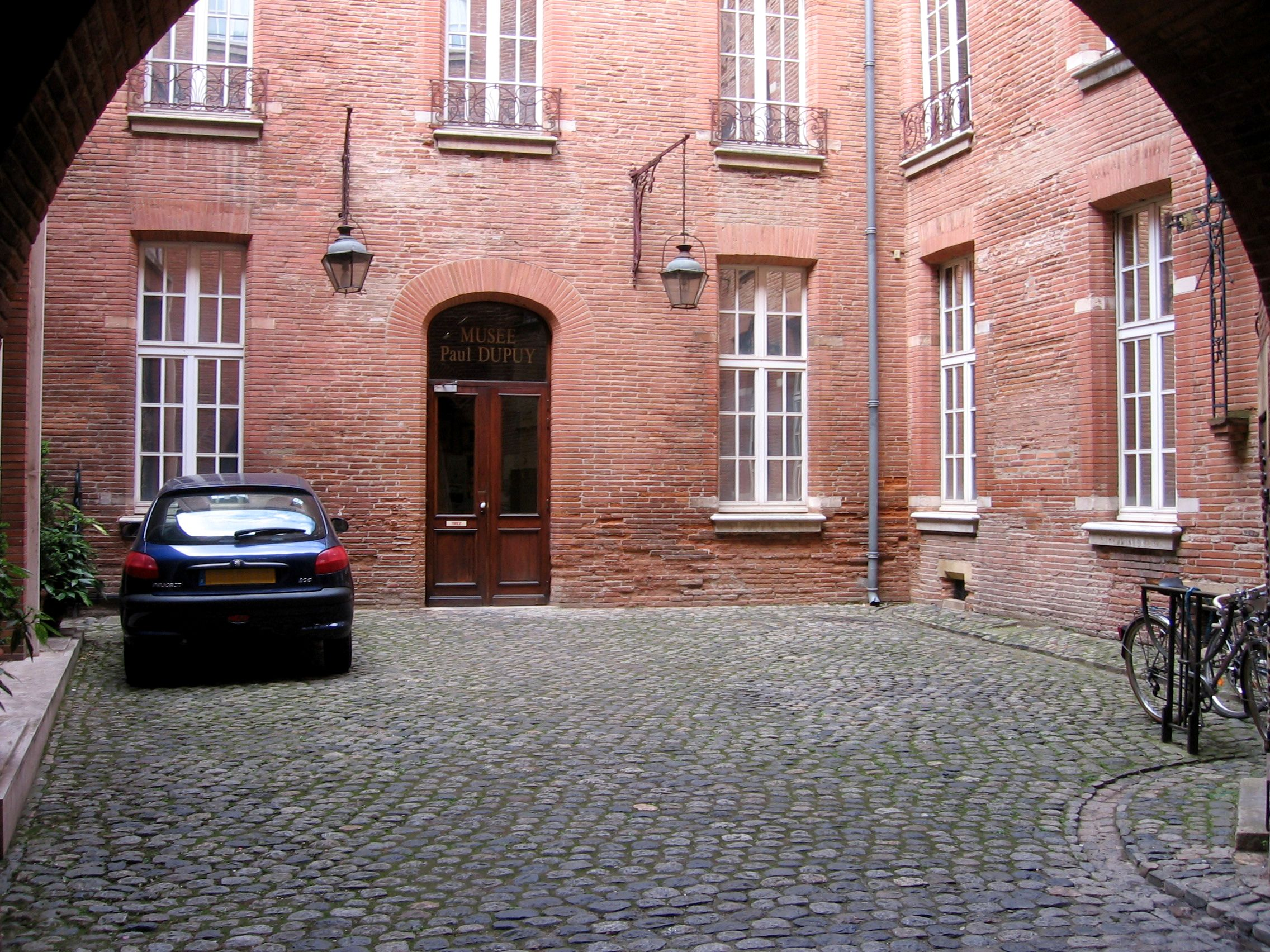
Cour intérieure

## Collections
Les collections sont composées du legs de Paul Dupuy auquel vient s'ajouter le don d'Édouard Gélis (horlogerie), la collection Rozès de Brousse composée de dessins, gravures et affiches et la collection Regraffé de Miribel.

### Les dessins, estampes, pastels
Le cabinet des dessins a été créé en 1949. Il regroupe deux fonds principaux, comptabilisant plus de 6 000 œuvres datant du XVe au XXe siècle : dessins d'artistes méridionaux d'une part (Dominique Ingres, Raymond Lafage, Léon Soulié, Antoine Rivalz ou Pierre-Henri de Valenciennes), et ceux d'artistes italiens d'autre part (Veronese, Le Tintoret...), mais aussi Eugène Delacroix et André Dunoyer de Segonzac.
Le cabinet des estampes rassemble environ quarante mille cartes postales, trente mille gravures (originales ou d'après des tableaux), cinq mille photographies, le tout classé par thèmes iconographiques.

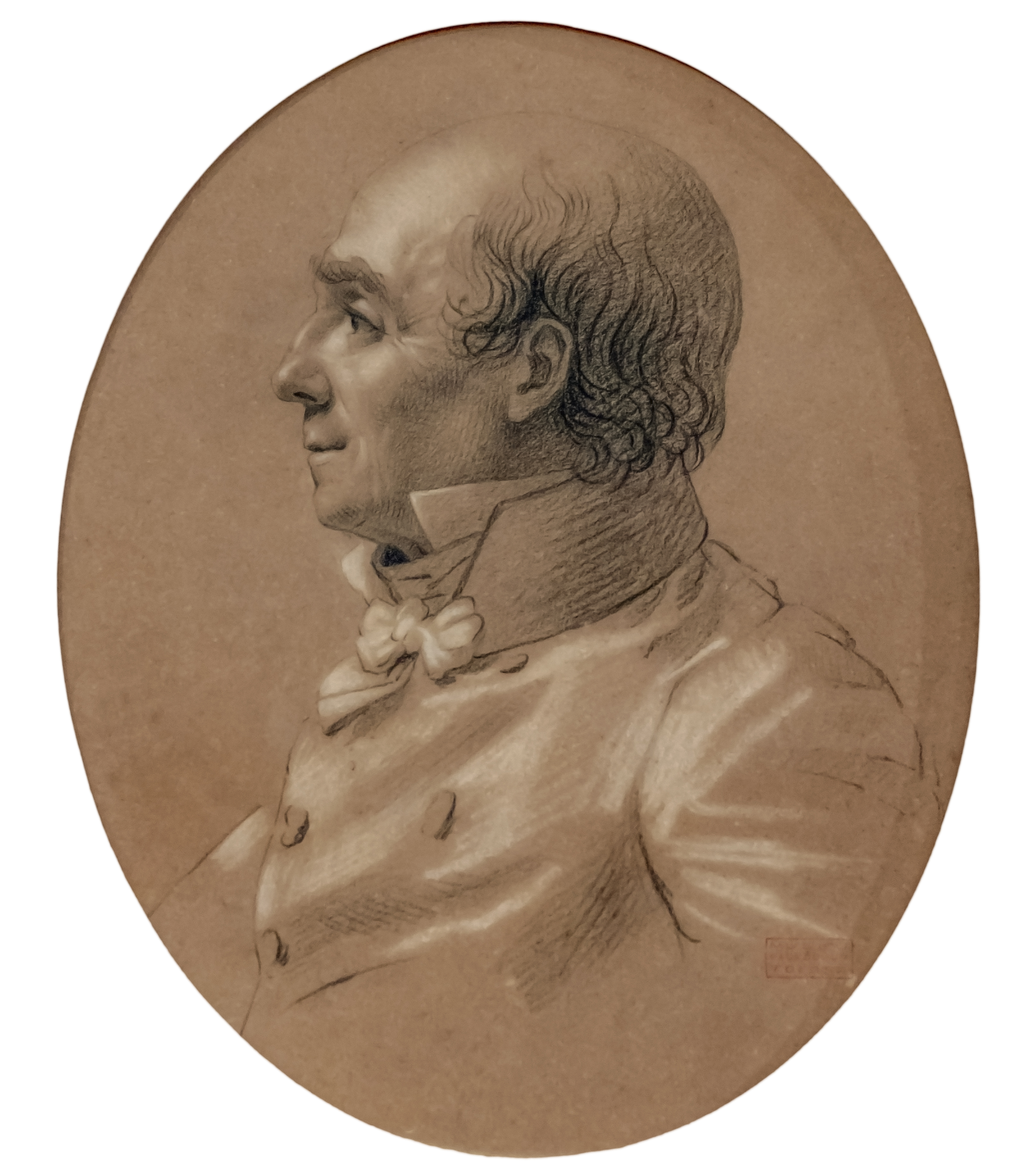
Portrait de Bernard Lange par Joseph Roques
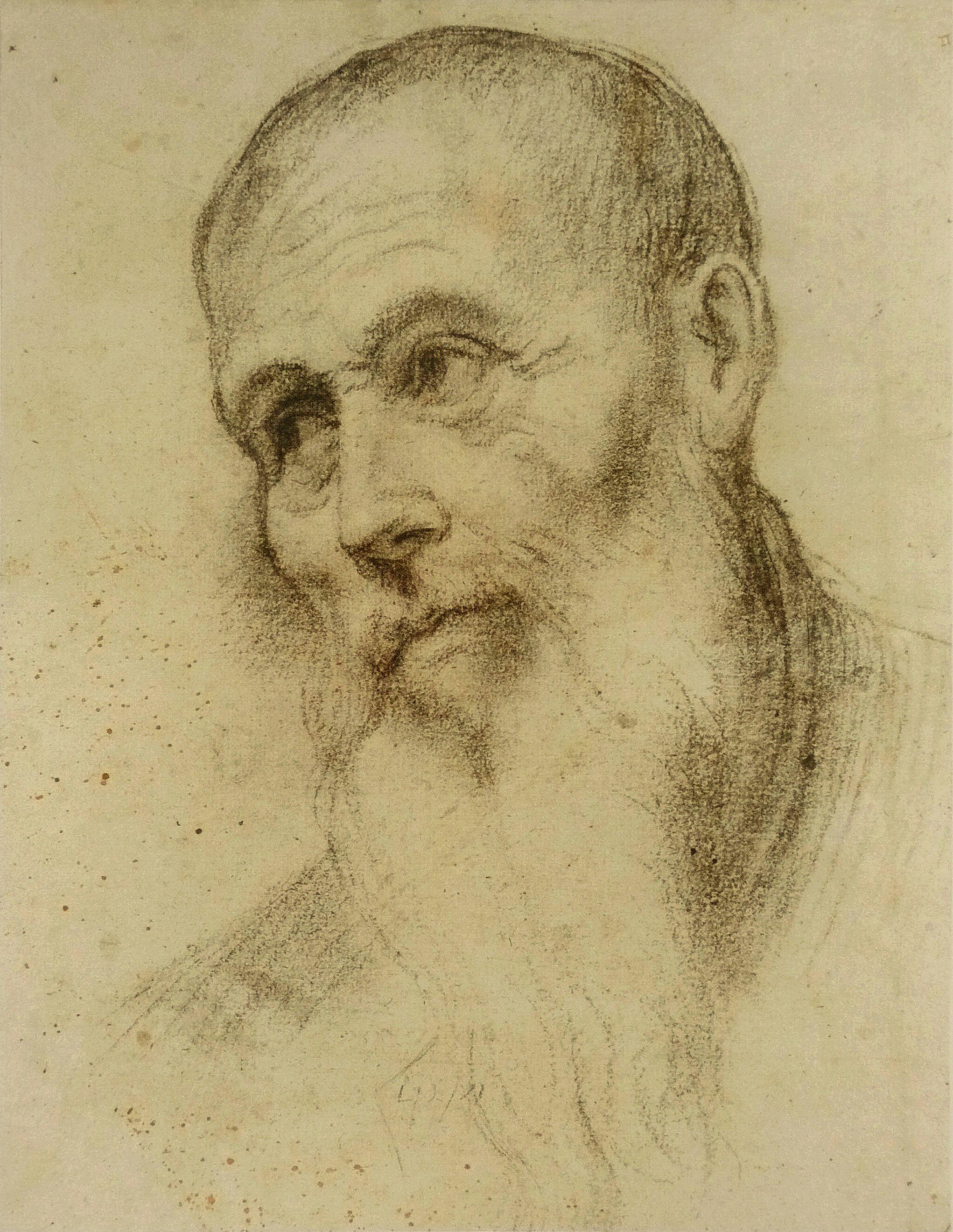
Tête d'homme barbu, XVIe siècle Bonifazio Veronese
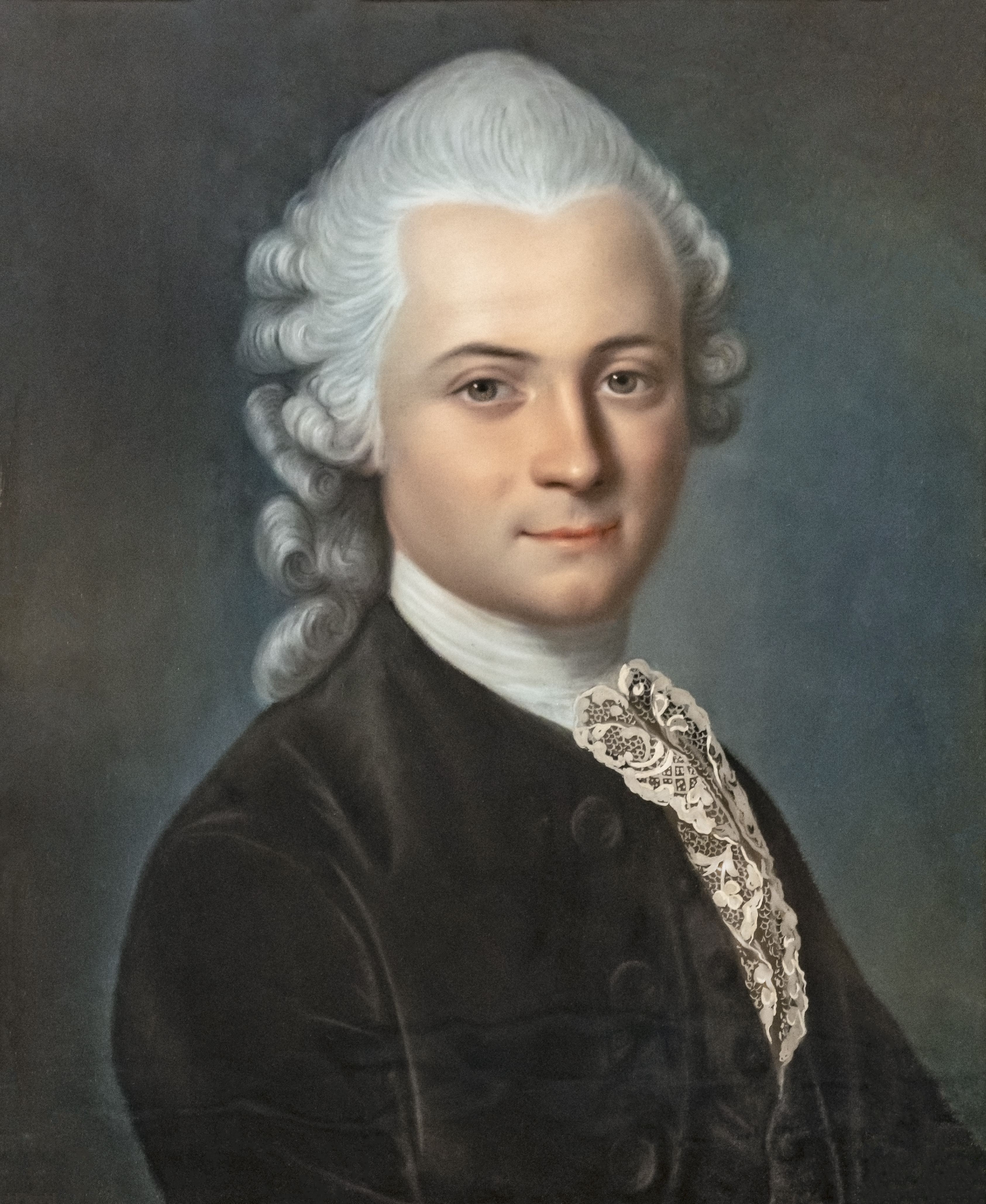
Henri-Bernard-Catherine de Sapte, par Joseph de Saint-Michel.

### L'horlogerie
Le musée Paul-Dupuy possède une importante collection en matière d'horlogerie. La majeure partie est constituée du don d'Édouard Gélis (soit 130 pièces léguées en 1944 recouvrant une période du XVIe au XIXe siècle).
Aux nombreuses horloges et montres, s'ajoutent des pièces d'horlogerie comme des boîtiers de montre, des mécanismes, coqs...
Un ensemble d'instruments scientifiques complète le fonds, il contient des boussoles, microscopes, graphomètres, astrolabe...

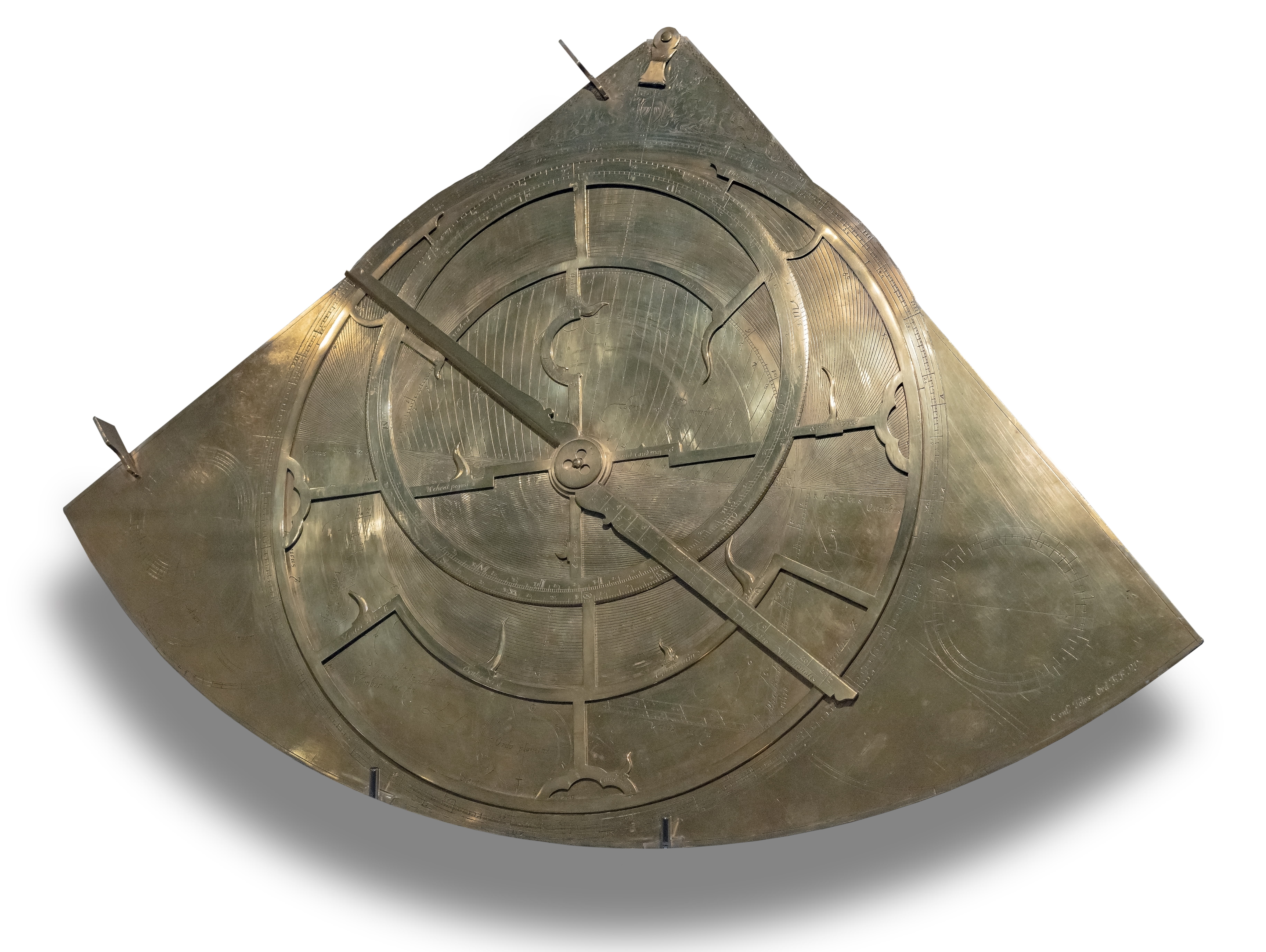
Astrolabe quadrant, 1579
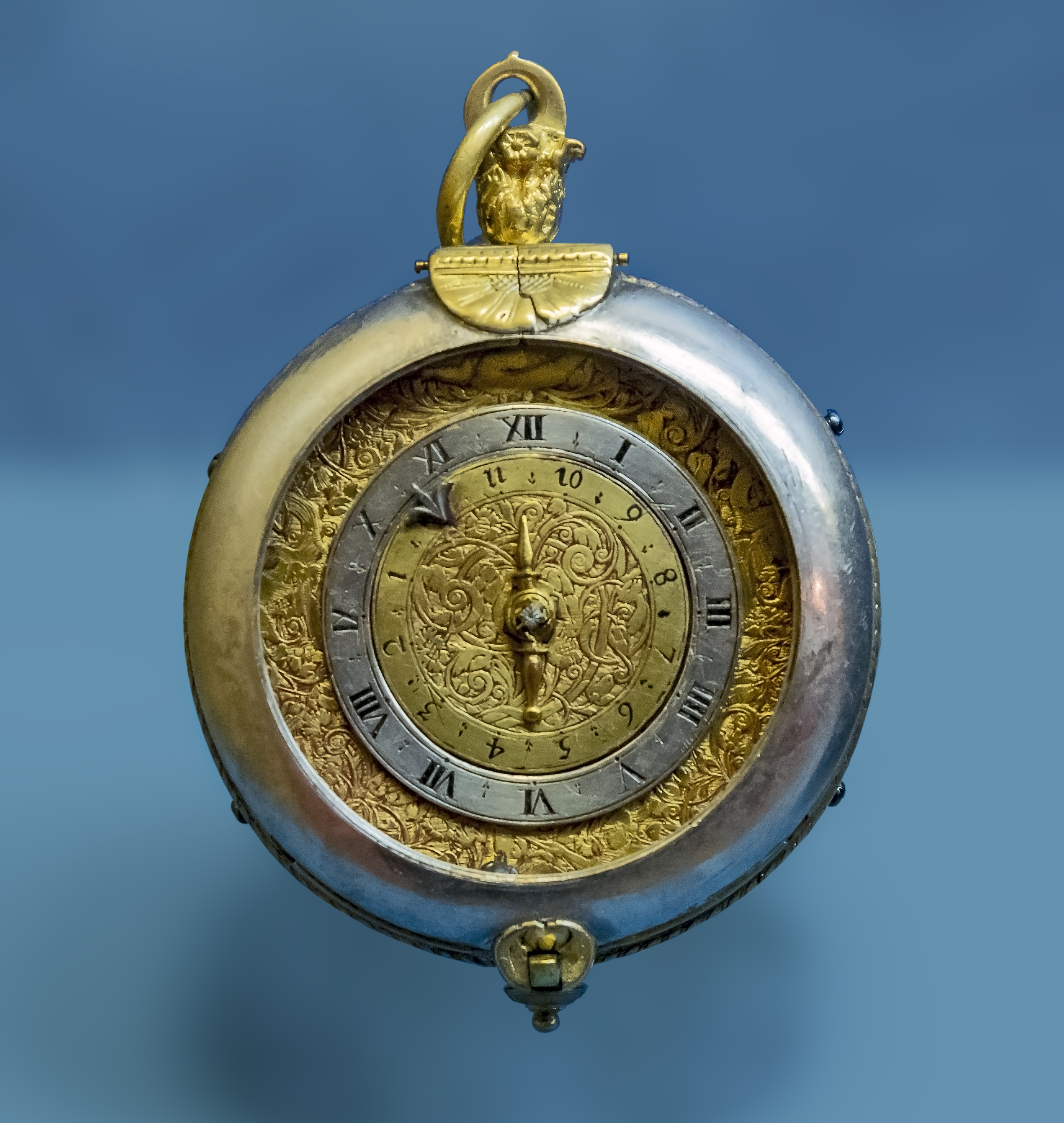
Montre à réveil - Gui Rumault, vers 1600 Abeville
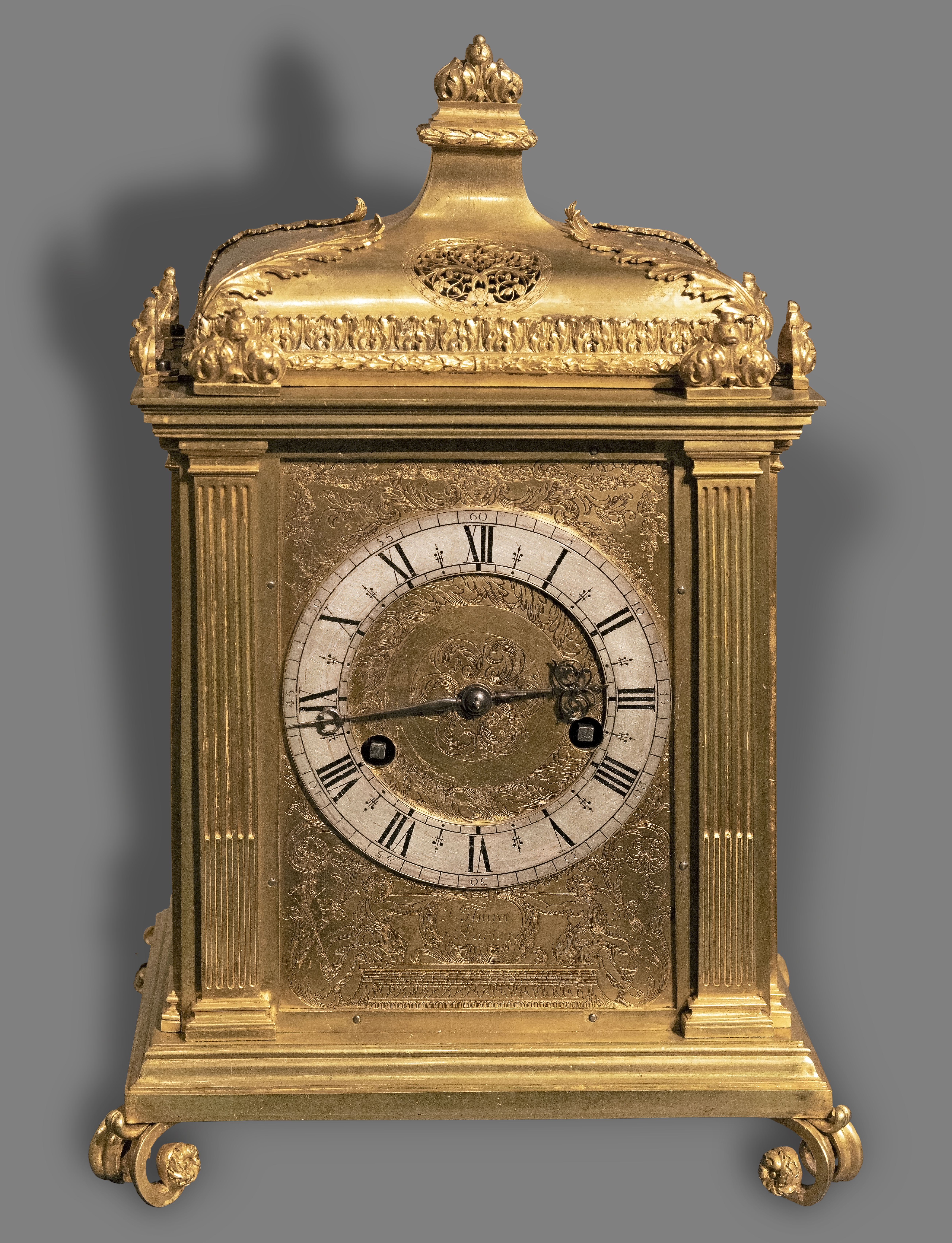
Pendule de cheminée - Isaac Thuret, 1650
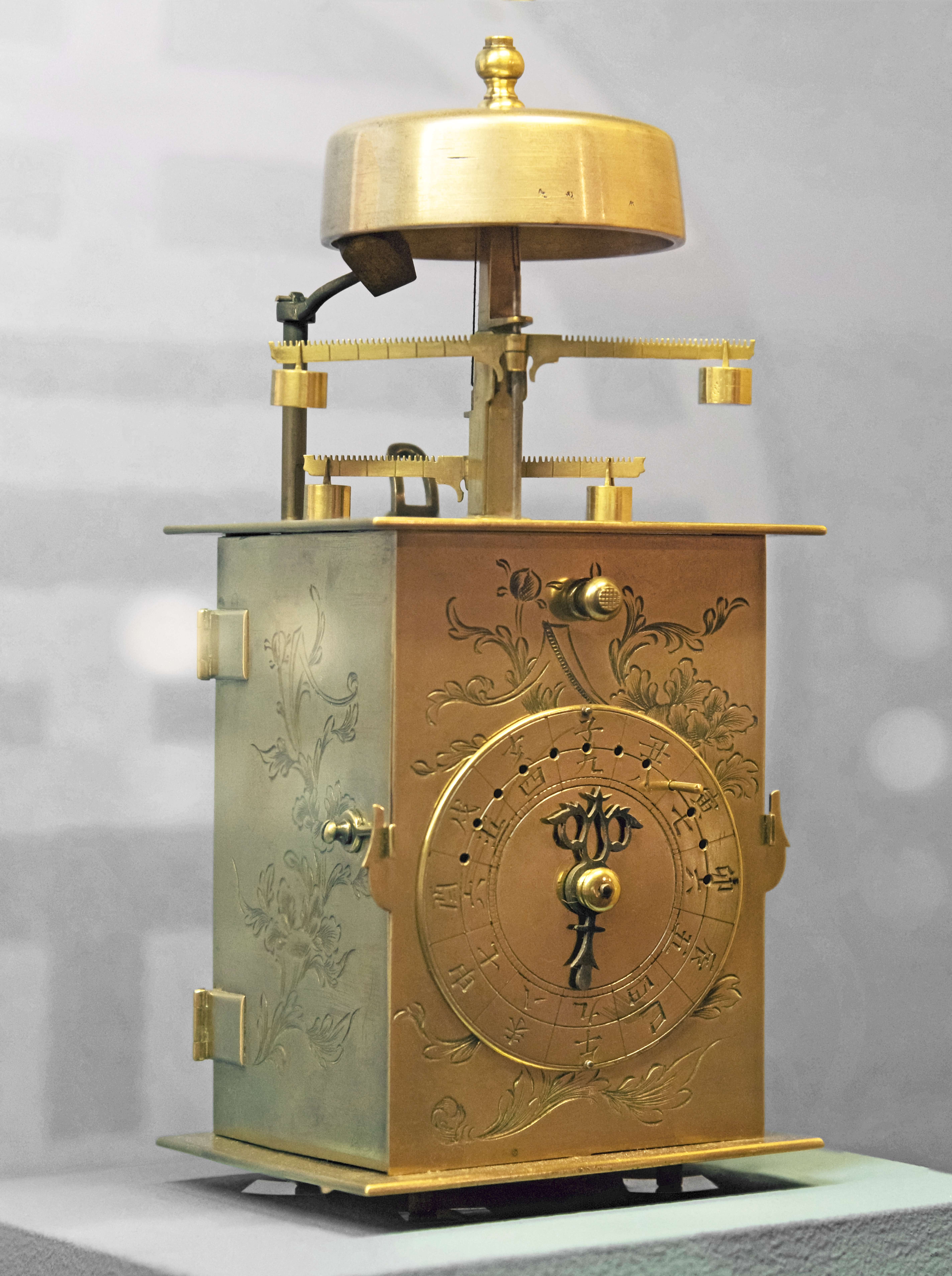
Horloge japonaise à double foliot (Wadokei)
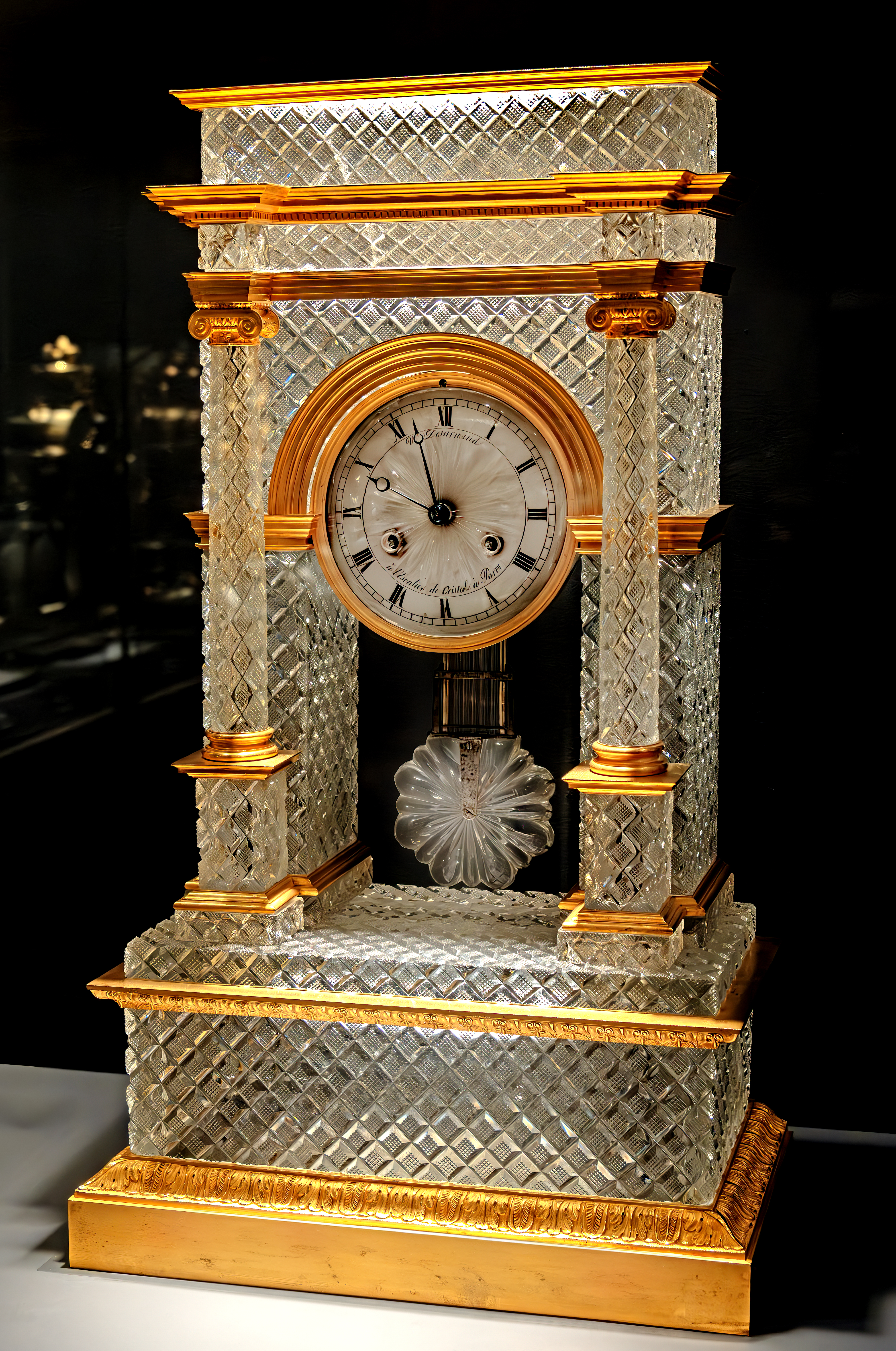
Pendule portique - Veuve Desarnaud, 1828

### Les ivoires
Autour de la pièce maîtresse provenant de la basilique Saint-Sernin qu'est l'olifant dit « cor de Roland » prend place une collection de sculptures s'échelonnant du XIe au XVIIe siècle.

### Orfèvrerie
L'orfèvrerie toulousaine, essentiellement des XVIIe et XVIIIe siècles est représentée par des couverts et pièces de formes.
- La châsse de saint Exupère de Toulouse (reliquaire) du XIIIe siècle. En haut le Christ en croix avec Marie et Jean ; en dessous, la mort de saint Exupère. Émaux champlevés polychromes. Atelier limousin. Elle provient du trésor de la basilique Saint-Sernin de Toulouse.

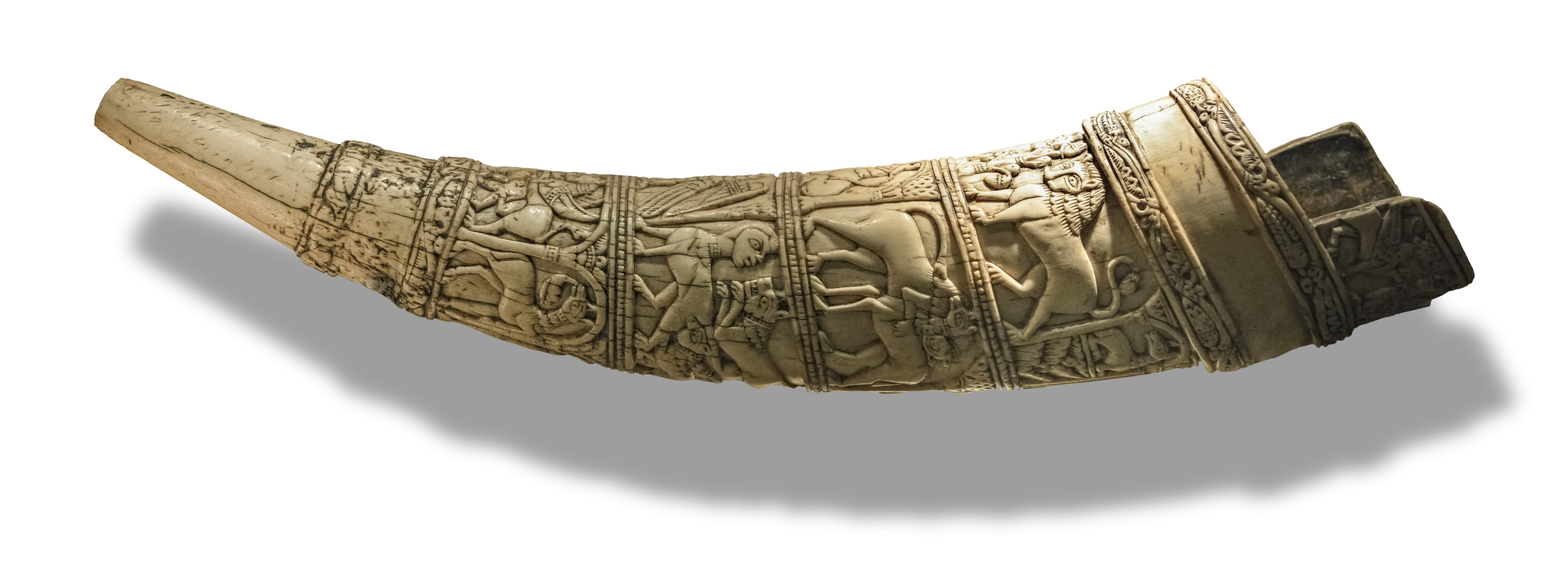
Le cor de Roland, XIe siècle
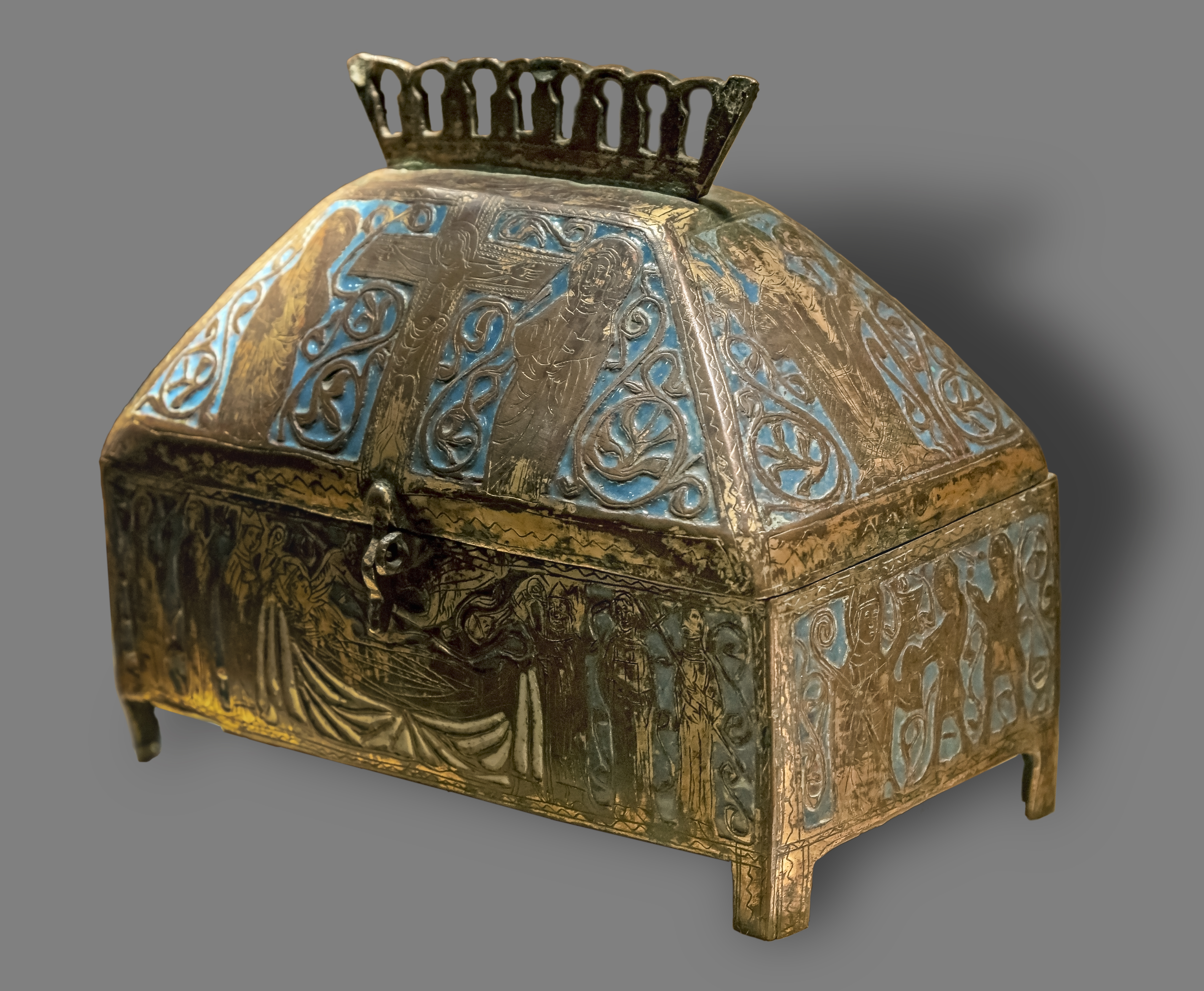
Châsse de saint Exupère

### Mobilier et tapisserie
Le musée conserve de nombreuses pièces d'ameublement provenant d'édifices toulousains en particulier la porte sculptée du grand consistoire du Capitole de Toulouse. Des mobiliers du château de Reynerie, ainsi que d'autres de fabrication locale, en particulier des meubles marquetés du début du XVIIIe siècle.
Le parement d'autel du couvent des Cordeliers du XVIe siècle en toile de lin et broderie de soie polychromes est en exposition permanente .

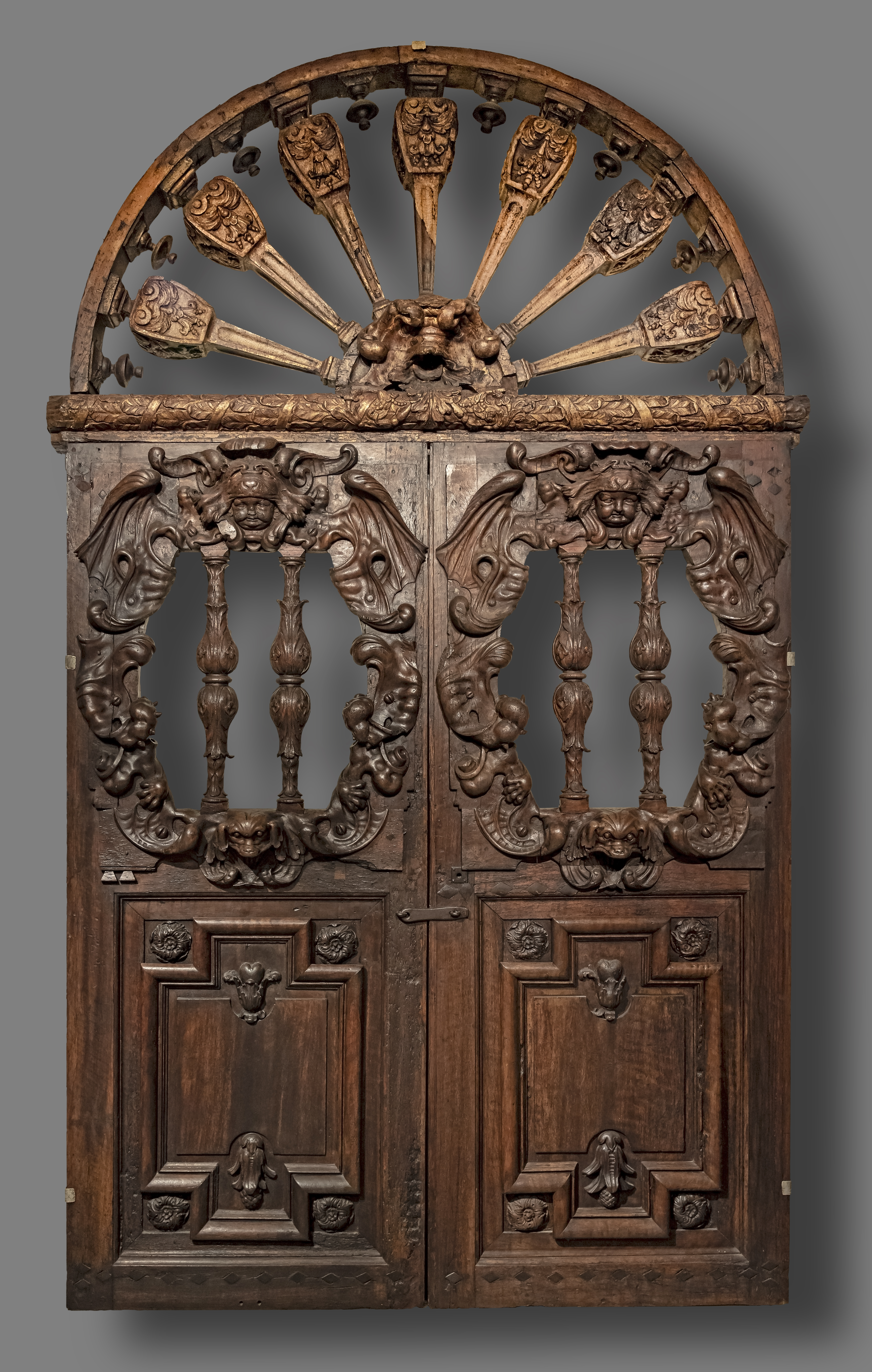
Vantaux de la porte du Grand Consistoire Capitole de Toulouse
Parement d'autel du couvent des Cordeliers de Toulouse, XIVe siècle
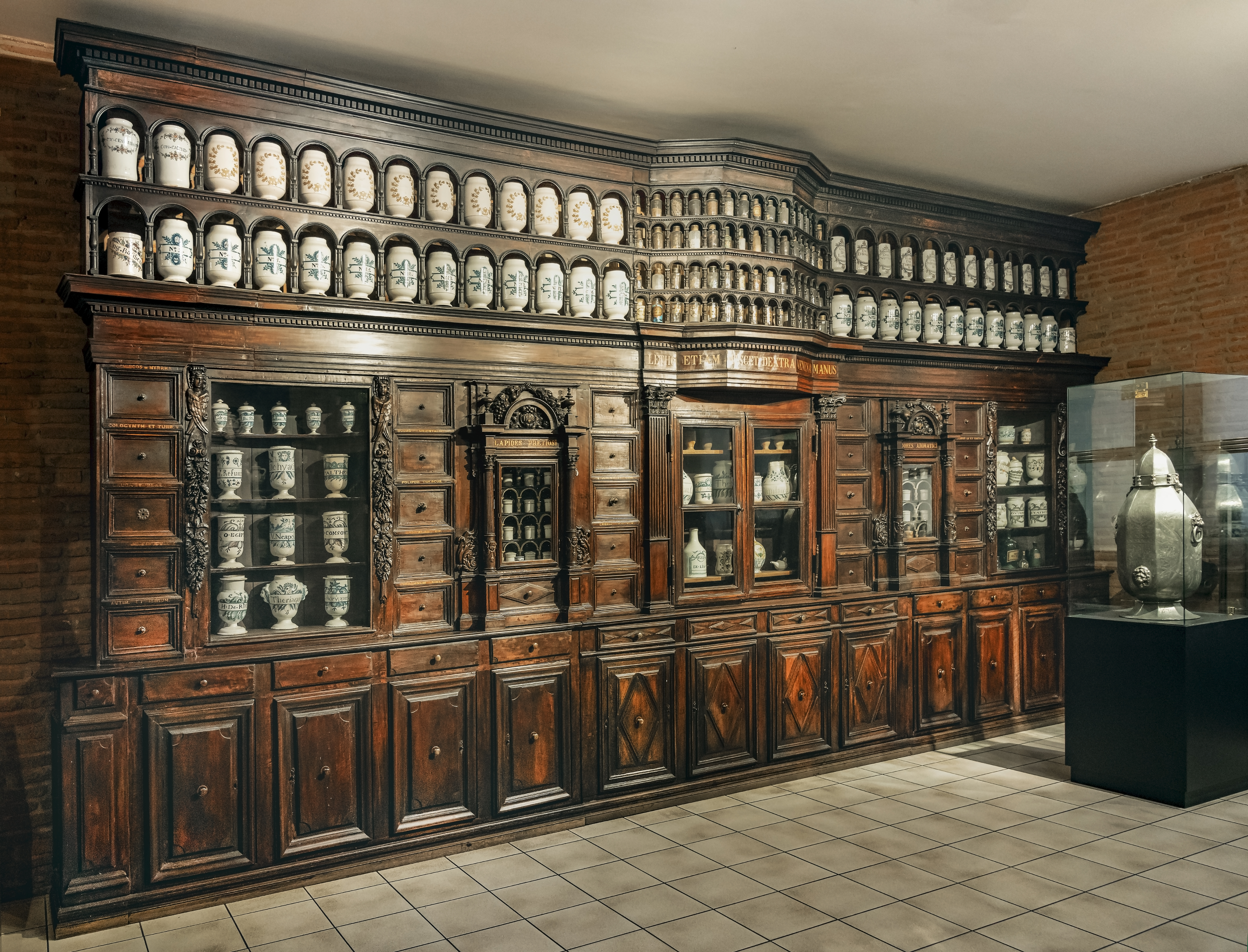
Apothicairerie collège des Jésuites de Toulouse
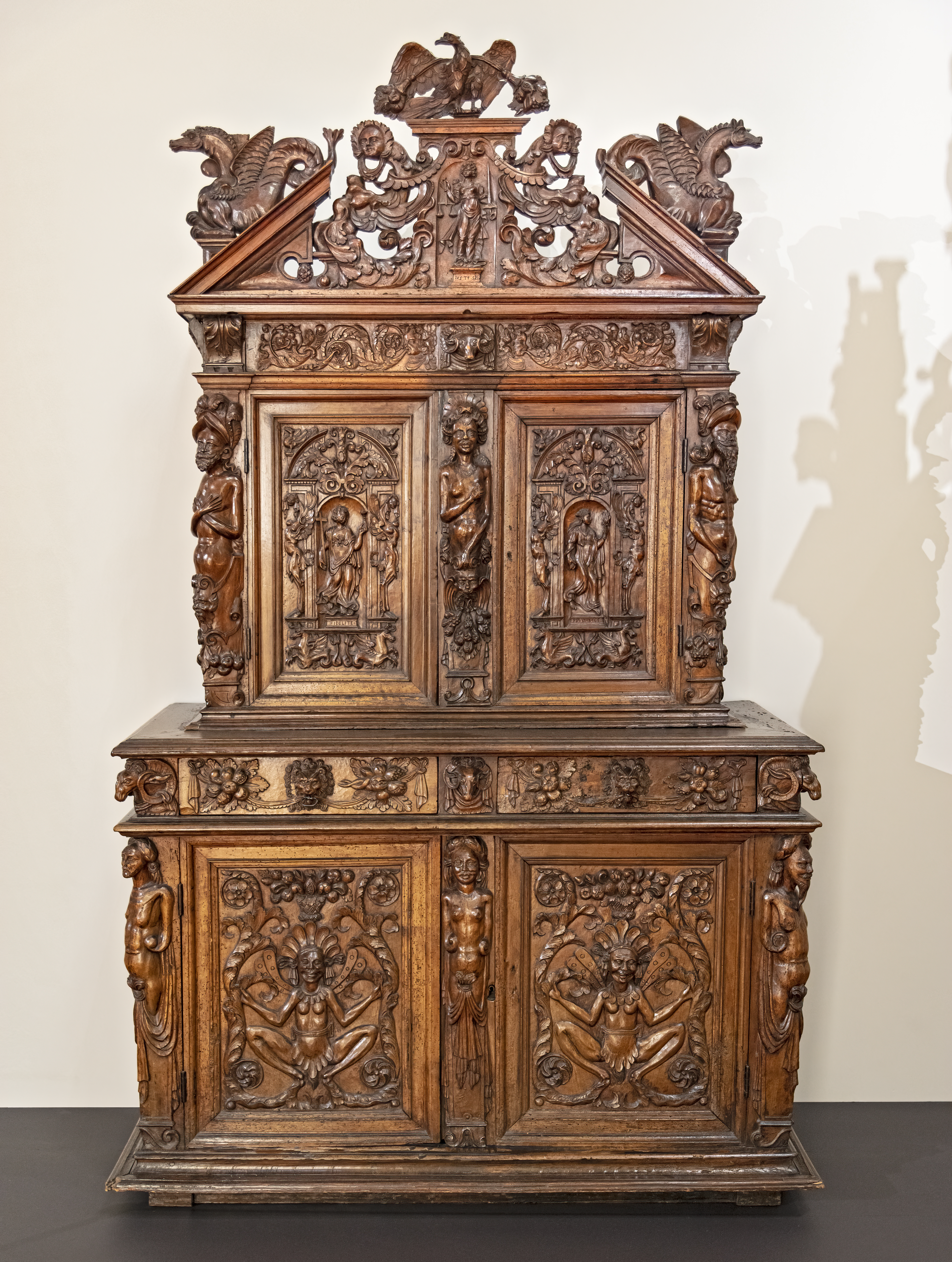
Armoire à deux corps à décors maniéristes, vers 1610
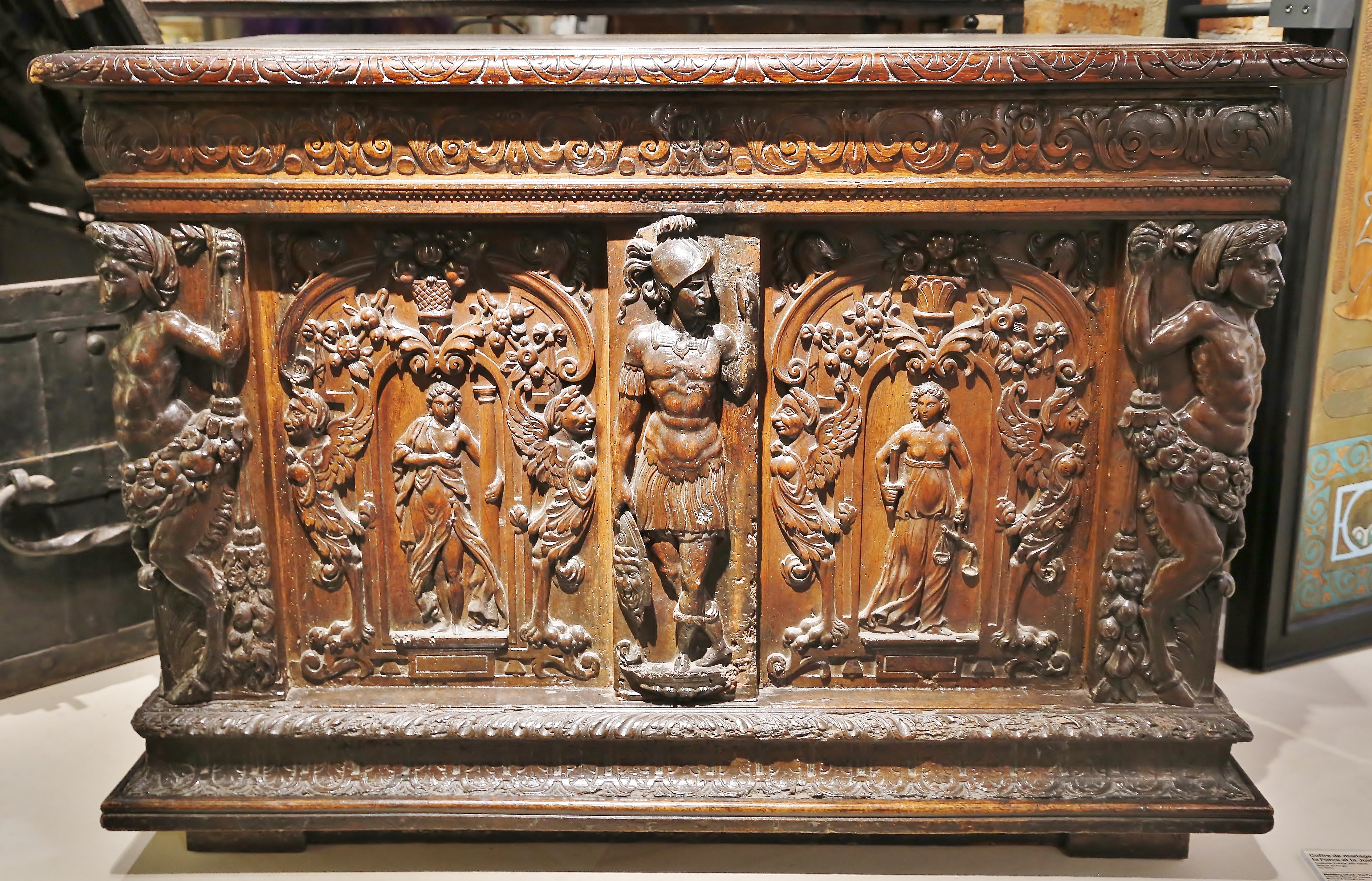
Coffre de mariage : La Force et la Justice (XVIe siècle)

### La pharmacie
Le rez-de-chaussée du musée est occupé par le droguier des Jésuites de Toulouse, datant de 1632 et garni de faïences des XVIIe et XVIIIe siècles. Divers matériels médicaux sont présentés dans la pièce.

### Les céramiques
Une salle est entièrement consacrée aux faïences et porcelaines, provenant de la région : Toulouse, Marignac, Valentine…

### La ferronnerie et les armes

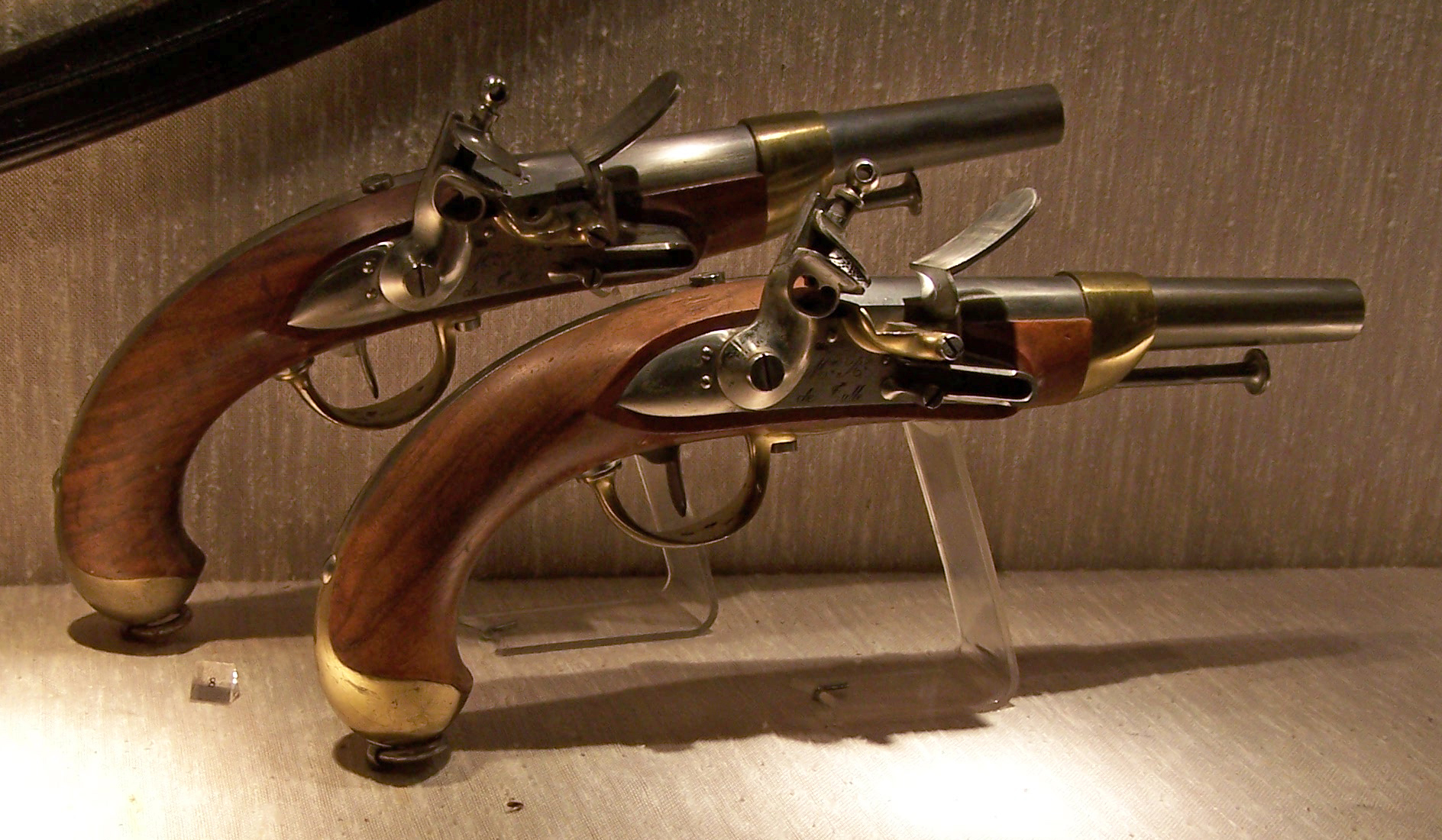
Paire de pistolets de cavalerie, 1816.

On retrouve au musée une collection regroupant des œuvres de ferronnerie (serrures, clefs, enseignes...) et des armes anciennes (épées et pistolets), ainsi que le damas à décoller des Capitouls, servant aux décapitations des condamnés.

## Conservateurs
Les conservateurs du musée depuis 1949 ont été successivement :
- Robert Mesuret
- Jeanne Guillevic
- Jean Penent
- Francis Saint-Genez (2014-)